# Владимир Кюрчев
Владимир Степанович Кюрчев е украински художник, етнически българин.
Работи в областта на живописта, дизайна, изкуствата и занаятите. Редица негови картини се намират в частни колекции в Канада, САЩ, Германия, Гърция, България и страните от ОНД. Участва в изложби в Санкт Петербург, Вилнюс, Ереван, както и в градски, регионални и републикански изложби в Украйна. Председател е на дружеството на художниците „Азоварт“ в гр. Бердянск и активен член на българското дружество Родолюбие.

## Биография
Владимир Кюрчев е роден на 22 август 1954 г. в град Бердянск, Запорожка област, Таврия. През 1973 г. завършва Днепропетровското художествено училище (днес Днипровски театрално-художествен колеж) в град Днипро, а през 1980 г. завършва Санктпетербургската художествено-промишлена академия „Александър Щиглиц“ в град Санкт Петербург. Родният му град се намира на брега на Азовско море, което определя една от основните теми в творчеството му – морето и морските пейзажи.